# Alexander van Grevenstein
Alexander van Grevenstein (Den Haag, 1948) is een Nederlands kunsthistoricus. Hij was onder andere conservator van het Bonnefantenmuseum in Maastricht en het Stedelijk Museum in Amsterdam. Van eerstgenoemd museum was hij van 1986 tot 2011 directeur. Onder zijn leiding groeide het Bonnefanten in 25 jaar uit van een gesloten, provinciaal museum tot een toonaangevende kunstinstelling in Zuid-Nederland met internationale uitstraling. Van Grevenstein is tevens auteur van talrijke publicaties op het gebied van de hedendaagse kunst. Van 1986 tot 1989 was hij redacteur van het Museumjournaal.

## Biografische schets
Alexander M. Ursinus van Grevenstein werd in Den Haag geboren als oudste van drie zonen van Joannes Albertus Ursinus Maria van Grevenstein en Henriette Gerardina Anette Vermolen. Zijn vader was directeur-generaal bij de Raad van Ministers der Europese Gemeenschappen in Brussel. Alexander groeide op in Brussel, waar hij achttien jaar woonde. Daar studeerde hij ook kunstgeschiedenis.

### Bonnefantenmuseum (1976-1979)
Reeds van 1976 tot 1979 was Van Grevenstein verbonden aan het Bonnefantenmuseum, als (adjunct-)conservator onder directeur Ístvan L. Szénássy. Van Grevenstein werkte er onder andere aan een internationale video- en filmmanifestatie (1977), een primeur in de Nederlandse museumwereld, met kunstenaars David Hall en Stephen Partridge uit het VK; alsmede (solo)tentoonstellingen van onder anderen Pieter Defesche, Ger Lataster, Jef Diederen, Dré Devens, Pierre van Soest, Jan Dibbets, Hans Hofmann en Charles en Ray Eames. Het museum was aanvankelijk nog gevestigd in het Bonnefantenklooster aan de Ezelmarkt, maar verhuisde in 1978 naar het Entre Deuxcomplex aan de Helmstraat. In 1979 werd de roltrap van dit als warenhuis gebouwde pand beplakt met rode en witte banen door de Franse kunstenaar Daniel Buren. Wellicht was Van Grevenstein op dat moment te vooruitstrevend voor het Bonnefantenmuseum. In een terugblik uit 1984 op de totstandkoming van de kunstcollectie en de diverse kunsttentoonstellingen wordt zijn naam niet genoemd.

### Stedelijk Museum (1979-1986)
In 1979 kreeg hij een aanstelling als conservator moderne schilderkunst in het Stedelijk Museum in Amsterdam, waar hij onder directeur Edy de Wilde enkele baanbrekende solotentoonstellingen organiseerde van onder anderen Georg Baselitz, Julian Schnabel, Robert Mangold, Susan Rothenberg, Sol LeWitt, Sandro Chia, Enzo Cucchi en Jean Fautrier.
In 1984-85 was hij, samen met Karel Schampers en Hendrik Driessen, een van de organisatoren van de fameuze afscheidstentoonstelling van De Wilde, La Grande Parade, een grote overzichtstentoonstelling van de naoorlogse schilderkunst met topwerken van onder anderen Piet Mondriaan, Georges Braque, Pablo Picasso, Henri Matisse, Alberto Giacometti, Francis Bacon, Jackson Pollock, Mark Rothko, Willem de Kooning, Barnett Newman, Jasper Johns, Ellsworth Kelly, Sol LeWitt, Robert Mangold, Frank Stella, Cy Twombly, Yves Klein, Daniel Buren, Sigmar Polke, Anselm Kiefer en Julian Schnabel. Na het afscheid van De Wilde en de aanstelling van Wim Beeren als directeur, volgde een "uittocht van conservators", zoals de pers het omschreef. Schampers vertrok naar Boijmans Van Beuningen in Rotterdam, Driessen naar het Van Abbe in Eindhoven, en Van Grevenstein keerde terug naar Maastricht.

### Bonnefantenmuseum (1986-2011)
Van 1986 tot 2011 was Van Grevenstein directeur van het Bonnefantenmuseum in Maastricht. Hij begon in 1986 met een expositie die De grootste sortering heette, waarbij zo ongeveer alles wat in de depots lag, zonder veel samenhang, werd uitgestald. Daarna werd een nieuw begin gemaakt. Na een interne verbouwing van de Entre Deux, waarbij de systeemplafonds werden verwijderd, waardoor de buizen en leidingen kwamen bloot te liggen, heropende het museum in mei 1987 zijn deuren. Het affiche van de expositie Academia in 1988 toonde lege zalen, waarmee Van Grevenstein duidelijk wilde maken dat de vorming van een kunstcollectie in Maastricht feitelijk nog moest beginnen. Eind jaren 1990 werden de collecties archeologie en oudheidkunde overgedragen aan de gemeente Maastricht en het Limburgs Museum in Venlo. Daarmee verviel de oude functie van provinciaal-historisch museum voor Limburg, die terug reikte tot 1864. Vanaf 1999 was het Bonnefanten nog uitsluitend kunstmuseum.

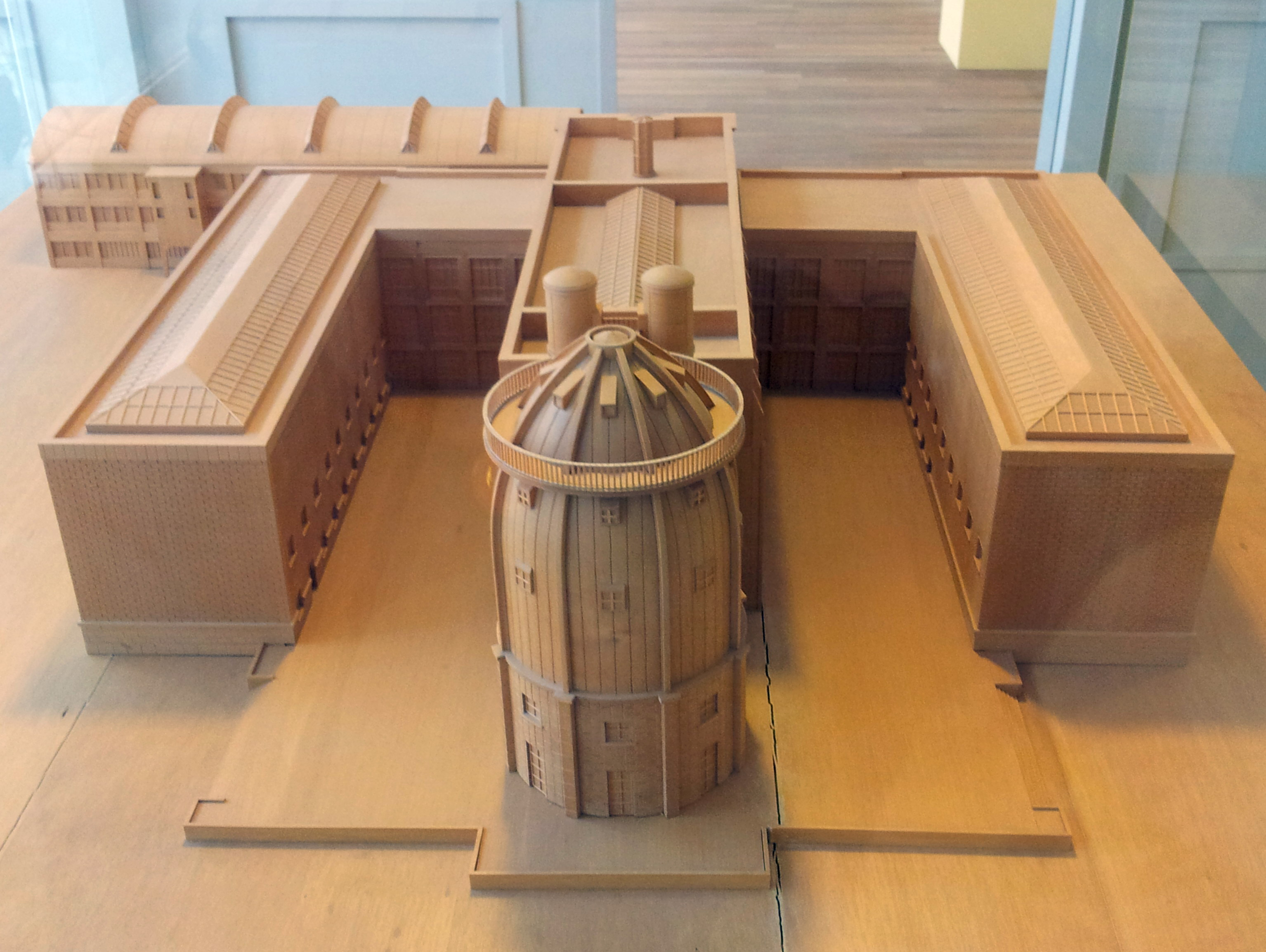
Maquette Bonnefantenmuseum en Wiebengahal (Aldo Rossi, 1993)

Toen de Provincie Limburg in 1989 veertig miljoen gulden voor een nieuw museumgebouw beschikbaar stelde, viel de keuze al snel op de Italiaanse architect Aldo Rossi, volgens Van Grevenstein "iemand die grote expressieve vindingrijkheid combineert met een terughoudende beeldentaal". De intensieve uitwisseling van ideeën tussen Van Grevenstein en Rossi, en hun wederzijdse afkeer van 'design' in de museumarchitectuur ("de roestvrijstalen esthetica", de "hagelwitte wanden", de "hoogglanzende balies"), is af te lezen uit hun briefwisseling, uitgegeven in 1995. Het nieuwe museum aan de Avenue Céramique werd geopend in 1996.
Aangezien het financieel onmogelijk was om de achterstand qua collectie op andere kunstmusea in te lopen, koos Van Grevenstein er voor om een richtinggevende kerncollectie (seminal collection) op te bouwen. Zijn persoonlijke belangstelling voor de Amerikaanse minimal art en de conceptuele kunst weerspiegelde zich in het aankoopbeleid en het tentoonstellingsprogramma. Een voor Van Grevenstein belangrijke aankoop was in 1987 Marcel Broodthaers' L'Entrée de l'Exposition (1974). Tot de grotere aankopen behoorden verder de grote sculpturen The Hours of the Day (1990) van Richard Serra, Long Pyramid (1994) van Sol LeWitt, en La nascitá de Venere (1992-94) van Luciano Fabro, die alle bedoeld waren voor de oorspronkelijk tot het nieuwe museum behorende Wiebengahal. Met steun van onder andere het Seminal Collection Fund (waarin diverse bedrijven participeerden), de Provincie Limburg, de Vereniging Rembrandt, de Mondriaan Stichting en de BankGiro Loterij wist Van Grevenstein in 25 jaar het Bonnefantenmuseum te voorzien van een kerncollectie hedendaagse kunst van betekenis, met werk van onder anderen René Daniëls (42 werken), Marcel Broodthaers (17 werken), Sol LeWitt (16 werken), Richard Serra (2 werken), Robert Mangold (7 werken), Robert Ryman (5 werken), Luciano Fabro (3 werken), Mario Merz (2 werken) en Jannis Kounellis (1 werk).
Belangrijke solo-tentoonstellingen in de 'periode Van Grevenstein' betroffen Richard Deacon (1987), Robert Mangold (1988/89, 1997), Richard Serra (1990), Peter Doig (2003) en Gilbert & George (2006). Een grote groepstentoonstelling, Exile on Main Street,  vond plaats in het jubileumjaar 2009, met negen volgens Van Grevenstein ondergewaardeerde Amerikaanse kunstenaars. In het afscheidsjaar 2011 vond de expositie Extended Drawing plaats, met werken op papier van LeWitt, Serra, Mangold en Bruce Nauman. Kunstenaars als Luc Tuymans, Neo Rauch, Peter Doig, Elizabeth Peyton en Thomas Hirschhorn werden door Van Grevenstein gevraagd in Maastricht te exposeren, voordat hun echte doorbraak kwam. Daardoor kon het museum tevens werken aankopen die enkele jaren later onbetaalbaar zouden zijn.
In 1987, een jaar na de aanstelling van Van Grevenstein als directeur, ontving het Bonnefantenmuseum een belangrijk bruikleen van de Rijksdienst Beeldende Kunst. Daaronder bevonden zich 38 werken uit de kunstverzameling Jacques Goudstikker, die na langdurige juridische procedures in 2006 moesten worden teruggegeven aan de erfgenamen. Kort na de opening van het nieuwe museum in 1996,  ontving het museum de Collectie Neutelings in langdurige bruikleen, met circa 200 laatmiddeleeuwse kunstvoorwerpen. Tijdens de langdurende restauratie van het Rijksmuseum in Amsterdam kon het Bonnefanten enkele jaren beschikken over een collectie vroeg-Italiaanse en Zuid-Nederlandse kunst uit de verzameling van dat museum, onder de titel 'Rijksmuseum aan de Maas'. In 2006 kreeg het museum de beschikking over een bruikleen van ongeveer 300 werken uit de privécollectie naoorlogse kunst van het echtpaar Jeanne en Charles Vandenhove (in 2016 beëindigd). In 2011 kon met steun van de Provincie Limburg de hedendaagse kunstcollectie van het echtpaar Jo en Marlies Eyck worden aangekocht.
Vanaf 2000 organiseert het museum de tweejaarlijkse Vincent Award, die vanaf 2006, na het terugtrekken van de Broere Foundation, BACA Award (Biennial Award for Contemporary Art) wordt genoemd. Aan de prijs is een geldbedrag van € 50.000, een publicatie en een solotentoonstelling in het Bonnefantenmuseum verbonden. Winnaars waren onder anderen Neo Rauch, John Baldessari, Mary Heilmann en Cai Guo-Qiang.
Van Grevenstein heeft zich altijd gekeerd tegen het beoordelen van musea aan de hand van bezoekersaantallen. Al in 1995 uitte hij stevige kritiek op het schrale kunstbeleid van de gemeente Maastricht. Anderzijds werd hij door sommige kunstenaars bekritiseerd vanwege zijn "elitaire beleid". In juni 2011 sprak hij, samen met Sjarel Ex, directeur van het Museum Boijmans Van Beuningen, de Tweede Kamer toe over de bezuinigingen in de cultuursector.
Op 1 januari 2012 nam Van Grevenstein afscheid van het Bonnefantenmuseum. Op 1 maart 2012 werd hij opgevolgd door Stijn Huijts. Hij ontving op 19 maart 2012 het Teken van Verdienste van de stad Maastricht.

### Privé
Alexander van Grevenstein is gehuwd met prof. Anne Kruse, mede-oprichtster en voormalig directeur van de Stichting Restauratie Atelier Limburg (SRAL), en emeritus-hoogleraar in de praktijk van conservering en restauratie. Het echtpaar heeft twee kinderen, een zoon en een dochter, en woonde onder andere in Maastricht, Haarlem, Amsterdam en het Belgische Chiny.